# 468 Lina
468 Lina este un asteroid din centura principală, descoperit pe 18 ianuarie 1901, de Max Wolf.